# غاريت غراهام
غاريت غراهام (بالإنجليزية: Garrett Graham)‏ هو لاعب كرة قدم أمريكية وكاتب سيناريو أمريكي، ولد في 4 أغسطس 1986 في Brick Township, New Jersey ‏ في الولايات المتحدة.

## وصلات خارجية
- غاريت غراهام على موقع مرجع كرة القدم المحترفة.كوم (الإنجليزية)